# Lac Flammarion
Pour les articles homonymes, voir Flammarion.
Le lac Flammarion est un lac de cratère situé au fond du cratère du volcan de la Citerne en Guadeloupe dans les Antilles françaises. Le nom du lac a été donné par l'alpiniste Camille Thionville, chef du service de l'Enregistrement et des Domaines, en l'honneur de l'astronome Camille Flammarion.

## Géographie
Le lac est situé sur le territoire des communes de Gourbeyre pour sa moitié occidentale et Capesterre-Belle-Eau pour sa moitié orientale, sur la Basse-Terre, à 1 103 mètres d'altitude et à 1,5 kilomètre au sud-est du sommet de la Soufrière. Remplissant le fond du cratère du "morne Citerne" (cône inactif depuis le Ve siècle), le lac a une forme elliptique et mesure approximativement 70 × 90 mètres, soit une superficie d'environ 5000 m2.

## Hydrologie
Le lac Flammarion est exclusivement alimenté par les précipitations qui dépassent régulièrement 8 000 millimètres par an. L'eau est acide, avec un pH compris entre 4,5 et 5, peu minéralisée et sa température oscille entre 18 et 19 °C.

## Flore
Le lac est dépourvu de végétation mais ses berges abritent des espèces végétales peu communes, favorisées par les conditions acides telles que Blechnum l'herminieri, Isachne rigidifolia et Juncus guadeloupensis, une espèce endémique de jonc.